# Emory Johnson
Alfred Emory Johnson (San Francisco, 16 marzo 1894 – San Mateo, 18 aprile 1960) è stato un attore e regista statunitense.

## Filmografia parziale

### Attore
- Sophie Picks a Dead One, regia di Jess Robbins (1914)
- Two Men of Sandy Bar, regia di Lloyd B. Carleton (1916)
- The Way of the World, regia di Lloyd B. Carleton (1916)
- Black Friday, regia di Lloyd B. Carleton (1916)
- Barriers of Society, regia di Lloyd B. Carleton (1916)
- The Right to Be Happy, regia di Rupert Julian (1916)

### Regista
- In the Name of the Law (1922)
- The Third Alarm (1923)
- The Mailman  (19233)
- Life's Greatest Game (1924)
- The Fourth Commandment (1927)
- The Lone Eagle (1927)
- The Shield of Honor (1927)
- The Third Alarm (1930)
- Il lampo (The Phantom Express) (1932)

## Vita privata
Entrambi i suoi genitori erano svedesi.
Dal 1919 al 1930 (divorzio) è stato sposato con l'attrice Ella Hall. Due dei suoi quattro figli, Ellen Hall (1923-1999) e Richard Emory (1919-1994) sono stati attori.